# Aurel Angelescu
Aurel Angelescu   (Ploiești, 15 d'abril de 1886 - Bucarest, 6 d'abril de 1938) va ser un matemàtic romanès.

## Vida i obra
Angelescu va fer els seus estudis secundaris a la seva vila natal, on va tenir com a professor de matemàtiques un jove Nicolae Abramescu, i els seus estudis universitaris a París, on va obtenir el doctorat el 1916 sota la direcció de Paul Appell.
En retornar al seu país el 1919, va ser professor a la universitat de Cluj-Napoca fins al 1930 en que va passar a ser professor de la universitat de Bucarest fins a la seva mort prematura el 1938.
Els treballs principals d'Angelescu versen sobre la teoria dels polinomis. Especialment coneguts són una classe de polinomis que porten el seu nom.